# 鐸羅望
鐸羅望是唐代六詔之一的浪穹詔王，在父王羅鐸死後繼位，在位年期不明，亦被唐朝封為浪穹州刺史。他曾與南詔發生戰爭，不勝，率部守劍川，改稱劍浪。死後由兒子望偏繼位。
| 前任： 羅鐸 | 六詔浪穹詔王 | 繼任： 望偏 |